# Hispar (Fluss)
Der Hispar (Urdu دریائے ہسپر), im Unterlauf auch Nagar, ist ein 40 km langer linker Nebenfluss des Hunza im pakistanischen Sonderterritorium Gilgit-Baltistan.

## Verlauf
Der Hispar wird vom Schmelzwasser des Hispargletschers im Karakorum-Gebirge gespeist. Sowohl der Fluss, der dem Gletschermaul des 49 Kilometer langen Hispargletschers entspringt, als auch der Gletscher fließen in Richtung Westnordwest. Am Flussufer des Hispar liegen die Dörfer Hispar und Nagar, das erste nahe der Gletscherzunge, das letztere kurz bevor er gegenüber von Karimabad in den Hunza mündet.
Im August 2006 wurde eine Brücke unterhalb des Dorfes Hispar durch die Gewalt des Flusses zerstört und der Ort war monatelang nicht mehr mit Fahrzeugen erreichbar. Deshalb war ein fünfstündiger Fußmarsch nach Karimabad für die Dorfbevölkerung und Trekking-Touristen erforderlich. Mit Fahrzeugen erfordert die Wegstrecke normalerweise eine Stunde Zeitaufwand.